# هوهنشتاین (هسن)
هوهنشتاین (به آلمانی: Hohenstein) یک شهر در آلمان است که در راینگاو-تاونوس واقع شده‌است.